# 鲍比·萨莫拉
罗伯特·鲍比·萨莫拉（英語：Robert Lester "Bobby" Zamora，1981年1月16日—）是一名已退役英格兰足球运动员，司职前锋，曾效力于英超球队女王公园巡游者。他曾代表英格兰足球代表队出场。
萨莫拉在英乙联赛球队布里斯托尔流浪者开始职业足球生涯，但在不久就转会到英丙联赛的布莱顿，他在这里取得巨大成功，三个半赛季取得76个联赛进球，帮助布莱顿连升两级至英甲联赛（即现时的英格兰足球冠军联赛），之后他被英超球队托特纳姆热刺挖走，但在热刺度过了半个令人失望的赛季。2004年萨莫拉来到英甲球队西汉姆联，并随队在2005年升级到英超联赛。在西汉姆联效力四年后，萨莫拉于2008年转投富勒姆，第一个赛季虽然作为球队的主力前锋，但仅在各项赛事中为富勒姆贡献4球。第二个赛季萨莫拉表现出色，是富勒姆获得2009/10赛季欧洲联赛亚军的重要角色，他也因此入选英格兰足球代表队。

## 早期生活
萨莫拉1981年1月16日出生于伦敦东部的小镇巴金，先后就读于埃塞克斯小学、小伊尔福中学和巴金教会中学。他在位于伦敦东部的森拉布接受专业足球训练，他的队友包括、和等。作为终身的西汉姆联支持者，萨莫拉曾进入西汉姆联的足球学院，但之后和、以及等在同一天被西汉姆联队放弃。

## 俱乐部生涯

### 布里斯托尔流浪者
1999年8月，萨莫拉以学徒的身份加盟英乙联赛（第三级别）球队布里斯托尔流浪者。他为布里斯托尔流浪者在各项赛事中替补出场6次，没有进球。2000年1月，他被租借到英格兰足球南部联赛球队巴斯城一个月，出场8次打进11球。2月份租借至英丙联赛球队布莱顿。

### 布莱顿
2000年2月，萨莫拉被租借到布莱顿三个月，表现出色，在1999/00赛季英格兰丙级联赛中出场6次，取得6个进球。2000年8月，萨莫拉以10万英镑的身价永久转会到布莱顿。他很快就确定自己是一名多产的射手，并被调入英格兰U21国家队，同时也引起了数家高级别联赛球队的注意。他为布莱顿在各项比赛中出场136次，一共攻破对手城池83次，并帮助布莱顿在2000/01赛季和2001/02赛季以联赛冠军的身份连升两级，进入英甲联赛。布莱顿球迷使用迪恩·马丁的歌曲That's Amore的曲调为萨莫拉创作了一首歌曲：“当足球攻进球门时，进球者不是，也并非，而是萨莫拉”（英語：When the ball hits the goal it's not Shearer or Cole, it's Zamora.）。萨莫拉是布莱顿队史上进球第六多的球员，也是至今仍被布莱顿球迷崇敬的球员之一。

### 托特纳姆热刺
2003年7月，萨莫拉以150万英镑的价格转会加盟英超球队托特纳姆热刺。在此之前，他已经被时任热刺主教练的观察了两个赛季。但他在托特纳姆热刺的表现令人失望，为球队在各项赛事中出场18次，其中11次作为替补，仅在2003年10月29日和西汉姆联的联赛杯中打进一球.。

### 西汉姆联

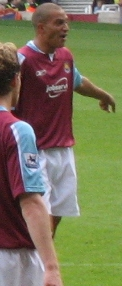
萨莫拉在西汉姆联

2004年1月，西汉姆联前锋转会加盟托特纳姆热刺，作为交易的一部分，萨莫拉从热刺转投西汉姆联。他迅速融入球队并在他的第一场比赛就取得进球，帮助西汉姆联客场击败布拉德福德，之后他又在他的西汉姆联主场首演攻进制胜一球，帮助球队击败卡迪夫城。2004/05赛季，萨莫拉为西汉姆联队取得13个进球，其中包括在英冠联赛附加赛和伊普斯维奇半决赛第一回合的一个进球，和第二回合的两个进球；以及在决赛中1比0击败普雷斯顿的制胜球，西汉姆联队也因此重返英超联赛。 
2005/06赛季，萨莫拉在英超联赛和杯赛中出场42次，有10球进账，西汉姆联队作为升班马最终排名位列联赛前半区，并在英格兰足总杯中杀入决赛。但萨莫拉在和利物浦的足总杯决赛的点球决胜时罚失点球，最终只能屈居亚军。2006年1月，由于萨莫拉在西汉姆联队的出色表现，他和球队续约了四年，而在2006年10月又续约延长至2011年。
萨莫拉在2006/07赛季的开局表现出色，在前四场比赛攻进西汉姆联队所有六个进球中的五个 。但之后西汉姆联一直在降级区域沉沦，而萨莫拉也没有再取得进球，直到2007年1月。这个赛季中，萨莫拉最终有11个进球，其中包括2007年3月和布莱克本的有争议进球，以及2007年4月客场1比0击败阿森纳，从而终结对手酋长球场不败历史的唯一进球,，这场胜利也为西汉姆联队最终保级奠定了基础.。2007年8月，萨莫拉在2比1击败德比郡的比赛中打进一球，但不久后受伤下场，赛后诊断为肌腱炎，他也因此休息了5个月，在2007/08赛季仅在各项赛事中出场14次。在西汉姆联队效力期间，萨莫拉为球队出场152次，进球40个。

### 富勒姆
2008年7月，萨莫拉和队友一齐以630万英镑转会富勒姆，其中萨莫拉的转会费是480万英镑。在加盟富勒姆的第一个赛季，虽然萨莫拉总体表现不错，是帮助球队成功进入欧霸杯的重要成员之一，但他迟迟找不到进球感觉，整个赛季仅有2球进账。2009年7月15日，富勒姆和赫尔城达成协议，富勒姆同意以500万英镑的价格卖走萨莫拉。

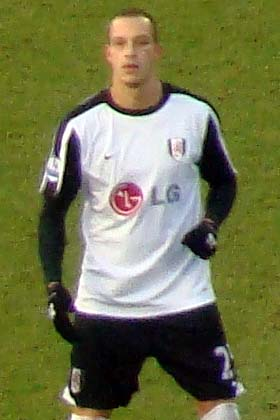
萨莫拉在富勒姆（2009年11月）

但萨莫拉最终决定拒绝赫尔城的邀请，留在富勒姆，用自己的表现回击那些批评他的人。在萨莫拉的首场欧霸杯比赛中，他打进一球并助攻两球，帮助富勒姆3比0击败对手晋级下一轮。在2009/10赛季英超开赛日，萨莫拉在和朴茨茅斯的比赛中意外取得新赛季的首个进球，队友的射门打在他的后背改变方向，失去位置的朴茨茅斯门将鞭长莫及，只能目送足球入网。之后萨莫拉又在赫尔城（2009年10月19日，富勒姆2比0获胜）、利物浦（2009年10月31日，富勒姆3比1获胜）、桑德兰（2009年12月7日，富勒姆1比0获胜）和曼联（2009年12月19日，富勒姆3比0获胜）等联赛中取得进球。而在2009/10赛季欧洲联赛小组赛中，他在客场对阵巴塞尔的关键一战中梅开二度，帮助富勒姆3比2击败对手，力压巴塞尔晋级淘汰赛。
2010年1月，萨莫拉在富勒姆2比3不敌斯托克城的比赛中锁骨脱臼。他在2月18日和卫冕冠军顿涅茨克矿工的欧霸杯32强淘汰赛首回合比赛前及时复出并打进制胜进球，帮助富勒姆在主场2比1拿下对手。之后他又在和伯明翰城的英超联赛最后时刻进球，帮助富勒姆2比1取得胜利。总比分3比2淘汰顿涅茨克矿工后，富勒姆在16强淘汰赛碰上意大利豪门尤文图斯。虽然首回合客场1比3告负，第二回合主场第2分钟即被对手将优势扩大到三球，但萨莫拉在第九分钟力压前金球奖得主破门，拉开富勒姆的反击号角，最终富勒姆连进四球，以5比4的总比分淘汰尤文图斯。在和沃尔夫斯堡的八强淘汰赛中，萨莫拉在主客场都取得进球，帮助富勒姆以总比分3比1进入半决赛。之后富勒姆在半决赛淘汰汉堡，但在决赛中加时赛不敌马德里竞技，屈居亚军。
2010年9月10日，萨莫拉和富勒姆续约至2014年。但一天后，他就在和狼队的比赛中被铲伤骨折离场。直到2011年2月21日，他才在和博尔顿的足总杯补赛中替补出场，重返绿茵场 。2011年3月5日，萨莫拉重新在英超联赛中亮相，他在和布莱克本的联赛中替补登场，并打进一个点球。

### 女王公园巡游者
2012年1月31日，萨莫拉转会加盟另一支伦敦球队女王公园巡游者，他和球队签约两年半。 2月4日，萨莫拉首次为女王公园巡游者出场即取得入球，但球队却以1比2不敌狼队。

## 国家队生涯

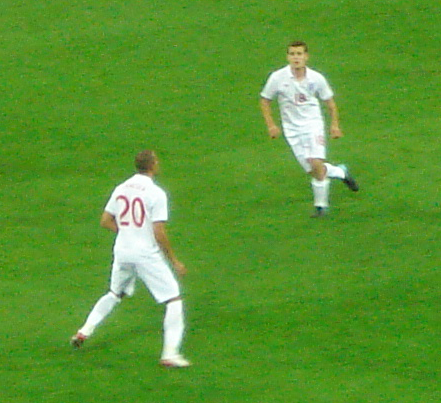
2010年8月11日，萨莫拉和威尔希尔在和匈牙利的友谊赛中第一次为英格兰出场

2002年4月，萨莫拉被召入英格兰U21和葡萄牙U21友谊赛的集训名单。之后他又被时任英格兰U21主教练的列入英格兰U21参加2002欧洲青年锦标赛的21人名单。萨莫拉一共为英格兰U21国家队出场6次。
特立尼达和多巴哥国家队主帅多次表示有意召入萨莫拉。但在2005年8月，萨莫拉正式拒绝特立尼达和多巴哥国家队的邀请，也因此错过参加2006年世界杯足球赛的机会。他说：“特立尼达是我父亲的国家，而参加世界杯决赛圈是我的梦想，但现在对我来说西汉姆联队更重要。这时候我将全心全意为俱乐部作战，不想因为其他事情而分心。”。
2009年8月7日，有报道称萨莫拉已经和博尔顿后卫一起拿到特立尼达和多巴哥的护照，将在8月12日特立尼达和多巴哥和萨尔瓦多的2010年世界杯外围赛中出场。但由于萨莫拉在训练中受伤，最终并没有为特立尼达和多巴哥出场。
萨莫拉在2009/10赛季的精彩表现令公众呼吁应早日将他召入英格兰代表队。有传言称英格兰主帅曾经到访富勒姆的主场以观察萨莫拉的表现.。但由于赛季末脚踝受伤，萨莫拉最终无缘2010年5月11日公布的英格兰队出征2010年世界杯足球赛的30人大名单。
2010年8月7日，萨莫拉、和等五名从来没有代表英格兰代表队出场的球员被召入英格兰代表队。8月11日，萨莫拉在英格兰2比1击败匈牙利的国际友谊赛中第一次为英格兰成年国家队出场。

## 荣誉

### 俱乐部
- 布莱顿
  - 英格兰足球丙级联赛冠军：2000–01
  - 英格兰足球乙级联赛冠军：2001–02

- 西汉姆联
  - 英格兰足球冠军联赛附加赛冠军：2004–05
  - 英格兰足总杯亚军：2005–06

- 富勒姆
  - 欧霸杯亚军：2009–10

### 个人
- 英格兰足球丙级联赛最佳射手：2000–01
- 英格兰足球乙级联赛最佳射手：2001–02